# Ергершајм (Средња Франконија)
Ергершајм (њем. Ergersheim) општина је у њемачкој савезној држави Баварска. Једно је од 38 општинских средишта округа Нојштат ан дер Ајш-Бад Виндсхајм. Према процјени из 2010. у општини је живјело 1.136 становника. Посједује регионалну шифру (AGS) 9575122.

## Географски и демографски подаци
Ергершајм се налази у савезној држави Баварска у округу Нојштат ан дер Ајш-Бад Виндсхајм. Општина се налази на надморској висини од 334 метра. Површина општине износи 30,0 km². У самом мјесту је, према процјени из 2010. године, живјело 1.136 становника. Просјечна густина становништва износи 38 становника/km².

## Међународна сарадња
| Мјесто    | Држава    | Врста сарадње | Од    |
| --------- | --------- | ------------- | ----- |
| Ергершајм | Француска | партнерство   | 2000. |
| Извор     |           |               |       |